# Prolongación las Rosas
Prolongación las Rosas är en ort i Mexiko.   Den ligger i kommunen Tlalpan och delstaten Distrito Federal, i den sydöstra delen av landet, 27 km söder om huvudstaden Mexico City. Prolongación las Rosas ligger 2 726 meter över havet och antalet invånare är 123.
Terrängen runt Prolongación las Rosas är lite bergig. Runt Prolongación las Rosas är det mycket tätbefolkat, med 2 431 invånare per kvadratkilometer. Närmaste större samhälle är Coyoacán, 17,8 km norr om Prolongación las Rosas. I omgivningarna runt Prolongación las Rosas växer huvudsakligen savannskog.